# Allium julianum
Allium julianum är en amaryllisväxtart som beskrevs av Brullo, Gangale och Uzunov. Allium julianum ingår i släktet lökar, och familjen amaryllisväxter.
Artens utbredningsområde är Italien. Inga underarter finns listade i Catalogue of Life.